# Покрајина Дашогуз
Покрајина Дашогуз, односно провинција Дашогуз или вилајет Дашогуз (туркм. welaýaty), је једна од пет покрајина Туркменистана. Главни град покрајине је истоимени Дашогуз.